# Volta ao Lago Qinghai

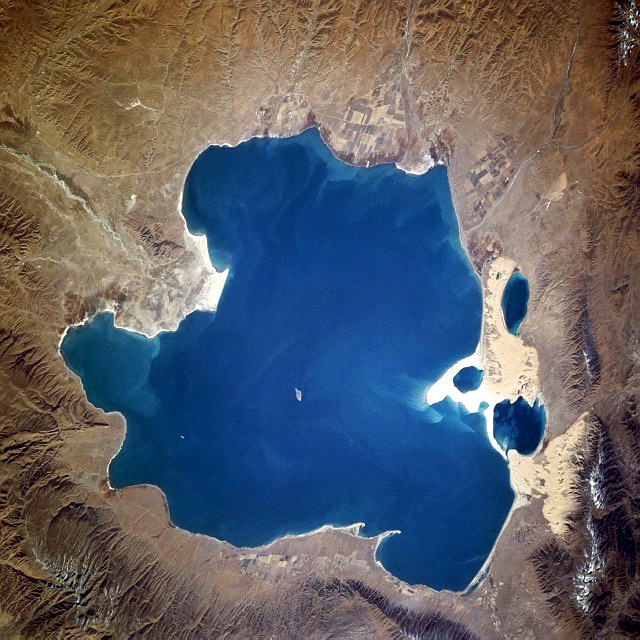
Imagem de satélite do Lago Qinghai.

A Volta ao Lago Qinghai (oficialmente: Tour of Qinghai Lake) é uma corrida de ciclismo profissional por etapas, que é disputada na província chinesa de Qinghai, ao redor do lago homônimo, no mês de julho.
Se disputa desde o ano de 2002. Desde a criação dos Circuitos Continentais da UCI em 2005 fez parte da UCI Asia Tour, dentro da categoria 2.HC (categoria maior desses circuitos) até 2019, tendo baixado para a categoria 2.2 (2021 e 2022). Em 2023 entrou para a UCI ProSeries
A prova consiste em nove etapas e um critério inicial que não conta para as classificações até ao redor da volta. Desde 2012, aumentou para 13 etapas com um dia de descanso, tornando-se a quarta volta com mais dias de competição, atrás das Grandes Voltas. O ponto nevrálgico da prova, bem como a saída e chegada é a cidade de Xining até 2011, estabelecendo-se a final em Lanzhou, mantendo o Xining como início da prova.

## Palmarés
| Ano  | Vencedor           | Segundo                 | Terceiro           |
| ---- | ------------------ | ----------------------- | ------------------ |
| 2002 | Tom Danielson      | Glen Chadwick           | Xavier Tondo       |
| 2003 | Damiano Cunego     | Ghader Mizbani          | Guozhang Wang      |
| 2004 | Ryan Cox           | Ghader Mizbani          | Jeff Louder        |
| 2005 | Martin Mareš       | Kairat Baigudinov       | Valerio Agnoli     |
| 2006 | Maarten Tjallingii | Hossein Askari          | Nácor Burgos       |
| 2007 | Gabriele Missaglia | Daniel Lloyd            | Francisco Mancebo  |
| 2008 | Tyler Hamilton     | Marek Rutkiewicz        | Hossein Askari     |
| 2009 | Andrey Mizourov    | Ghader Mizbani          | Mitja Mahorič      |
| 2010 | Hossein Askari     | Radoslav Rogina         | Kiel Reijnen       |
| 2011 | Gregor Gazvoda     | Dmitriy Gruzdev         | Mateusz Taciak     |
| 2012 | Hossein Alizadeh   | Cameron Wurf            | Giovanny Báez      |
| 2013 | Samad Poor Seiedi  | Yevgeniy Nepomnyachshiy | Daniil Fominykh    |
| 2014 | Mykhaylo Kononenko | Thomas Vaubourzeix      | Oleksandr Polivoda |
| 2015 | Radoslav Rogina    | Hossein Alizadeh        | Francisco Colorado |
| 2016 | Serhi Lahkuti      | Matej Mugerli           | Vitaliy Buts       |
| 2017 | Jonathan Monsalve  | Mauricio Ortega         | Björn Thurau       |
| 2018 | Hernán Aguirre     | Hernando Bohórquez      | Radoslav Rogina    |
| 2019 | Robinson Chalapud  | Óscar Sevilla           | Benjamin Dyball    |
| 2021 | Zhishan Zhang      | Peng Xin                | Tiantian Hu        |
| 2022 | Liu Jiankun        | Zhishan Zhang           | Yu Tao Shen        |
| 2023 | Henok Mulubrhan    | Eric Fagúndez           | Davide Baldaccini  |
| 2024 | Jefferson Cepeda   | Thomas Silva            | Manuele Tarozzi    |

## Palmarés por país
| País           | Vitórias |
| -------------- | -------- |
| Irão           | 3        |
| Itália         | 2        |
| Estados Unidos | 2        |
| Ucrânia        | 2        |
| Colômbia       | 2        |
| China          | 2        |
| África do Sul  | 1        |
| Países Baixos  | 1        |
| Chéquia        | 1        |
| Cazaquistão    | 1        |
| Eslovênia      | 1        |
| Croácia        | 1        |
| Venezuela      | 1        |
| Eritreia       | 1        |